# Rollingergrund

Rollingergrund in Luxemburg-Stadt

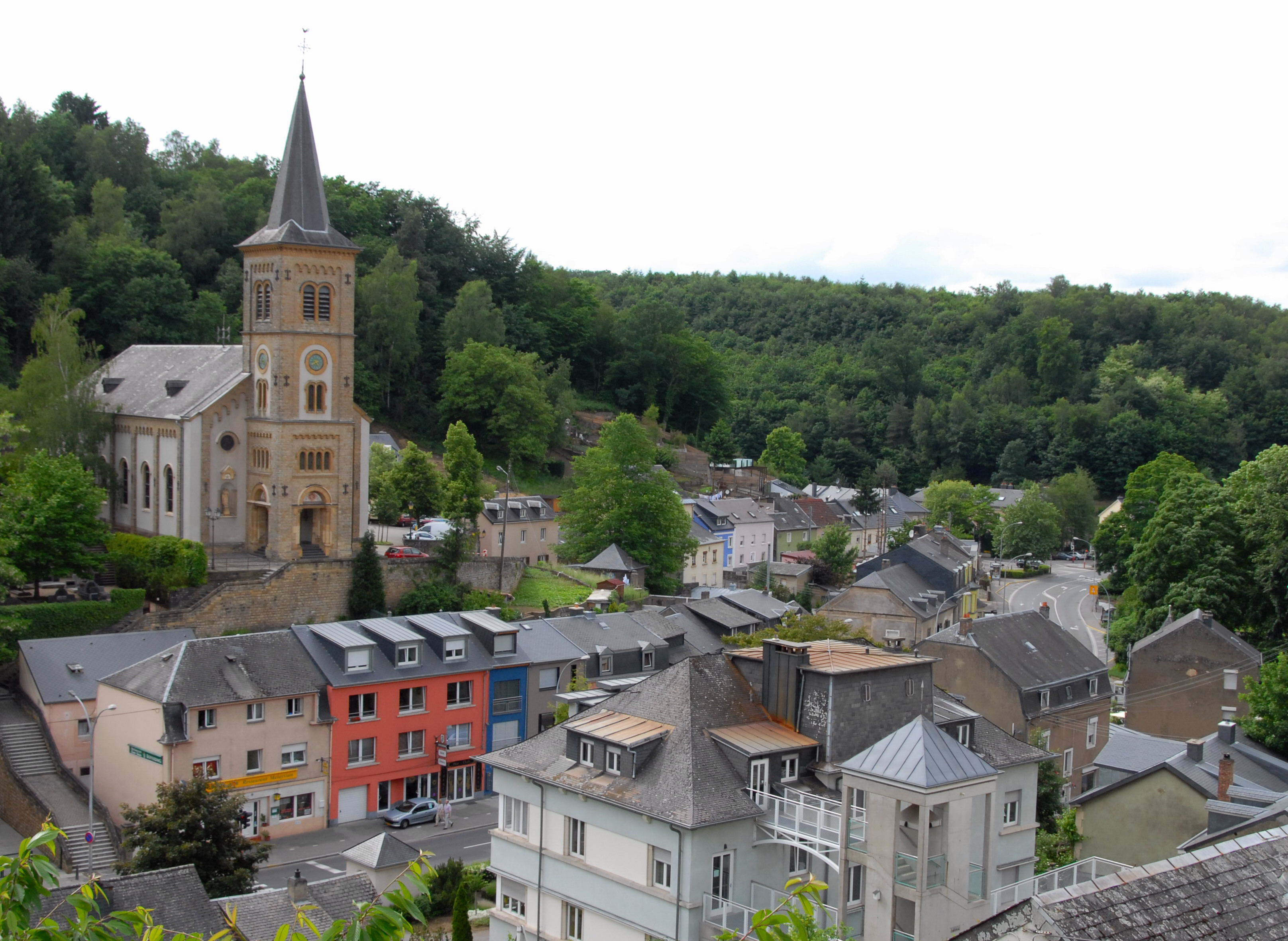
Rollingergrund

Rollingergrund (luxemburgisch Rollengergronnⓘ) ist ein Stadtteil im Nordwesten von Luxemburg-Stadt. Ende 2018 lebten hier 4.459 Personen. Die Fläche des Stadtteils beträgt 634 Hektar. Er gilt als Bevölkerungsmittelpunkt des Staates Luxemburg.

## Geschichte
Rollingergrund gehörte einst zur Gemeinde Eich. Ab 1849 war sie eine eigenständige Gemeinde. 1920 wurde Rollingergrund in die Stadt Luxemburg eingemeindet.

## Sehenswürdigkeiten
- Katholische Kirche von 1887
- Schloss Siebenbrunnen von 1784